# ژواکیم چیسانو
ژواکیم چیسانو (انگلیسی: Joaquim Chissano)؛ زادهٔ ۲۲ اکتبر ۱۹۳۹) یک سیاست‌مدار اهل موزامبیک است.